# Selenidera gouldii
El tucanete de Gould (Selenidera gouldii) es una especie de ave en la familia Ramphastidae.

## Distribución
Se encuentra en la parte sur-oriental de la selva amazónica, con una población disyunta en la sierra de Baturité en la Ceará brasileña. 

## Taxonomía
A excepción del diseño del pico, se asemeja al tucancito de pico maculado, y los dos han sido considerados en el pasado como conespecíficos. Su peso es de 131 a 209 g.